# Prostitución en Guaján
La prostitución en Guaján es ilegal pero se practica de forma encubierta, especialmente en salones de masajes. Aunque los salones de masajes a veces son allanados, generalmente las autoridades hacen la vista gorda.

## Legislación
El capítulo 28 (Indecencia pública) del Código Penal y Correccional de Guaján prohíbe la prostitución, así como solicitar servicios sexuales de pago, obligar, promover o incitar a la prostitución. Esto último incluye el uso de los servicios de una prostituta. Los artículos pertinentes son: 
- § 28.10. Definición de prostitución: define los términos utilizados en la legislación.
- § 28.15. Merodeo con el propósito de solicitar servicios de prostitución: criminaliza la prostitución.
- § 28.20. Promoción de la prostitución: tipifica como delito poseer, controlar, administrar o supervisar un lugar de prostitución e incitar a alguien a ejercer la prostitución.
- § 28.25. Instigación a la prostitución: tipifica como delito solicitar a una persona que patrocine a una prostituta, conseguir una prostituta para uno mismo y transportar a una persona dentro o fuera de Guaján con fines de prostitución.
- § 28.30. Prostitución forzada: Criminaliza la prostitución forzada y la prostitución infantil.[2]

El Departamento de Salud Pública y Servicios Sociales exige que las trabajadoras de los salones de masajes se hagan pruebas de ITS.

## Historia
Cuando la isla fue descubierta por el explorador portugués Fernando de Magallanes, los chamorros de la isla ya ejercían la prostitución y la consideraban una ocupación prestigiosa.
Durante la ocupación japonesa de Guaján en la Segunda Guerra Mundial (en chamorro, I Tiempon Chapones), algunas mujeres chamorras locales fueron obligadas a trabajar como «mujeres de consuelo» en los burdeles militares japoneses instalados en la isla junto con las mujeres japonesas y coreanas que los japoneses habían traído allí. Después de la batalla de Guaján, se establecieron varios burdeles para servir a los militares estadounidenses.
El establecimiento de bases estadounidenses en la isla después de que las islas fueran liberadas en la Segunda Guerra Mundial aumentó la demanda de prostitución.

## Barrio rojo
La zona turística de Tamuning, en el distrito Tumon, es el barrio rojo de facto de la isla. Ha habido debates continuos sobre el establecimiento de un distrito de luz roja legítimo desde 2006. El vicepresidente Benjamín Cruz presentó un proyecto de ley en ese sentido a la Legislatura en 2010. Propuso re-zonificar Tumon y mantener todos los establecimientos de entretenimiento para adultos en un área designada. El proyecto de ley no salió adelante.